# Besbre
La Besbre è un fiume francese che attraversa i dipartimenti dell'Allier e della Loira. È un affluente, alla riva sinistra, della Loira.

## Geografia
Di 106,38 km di lunghezza, la Besbre nasce dalle parti del "puy de Montoncel" (1287 m) nei monti della Madeleine, all'estremo sud-est del dipartimento dell'Allier, a 1185 m d'altitudine, a 400 metri a nord del puy de Montoncel (1287 m), nel comune di Lavoine.
Essa scorre globalmente da sud verso nord.
Confluisce nella Loira, proprio a sud di Saint-Aubin-sur-Loire (Saona e Loira) nel comune di Diou (Allier), a 212 metri di altitudine.

### Comuni e cantoni attraversati
Nei due dipartimenti dell'Allier e della Loira, la Besbre attraversa ventitré comuni (22 nell'Allier e uno solo nella Loira: Saint-Priest-la-Prugne) e cinque cantoni:
- da monte a valle: Lavoine (sorgente), Saint-Priest-la-Prugne, Laprugne, La Chabanne, Saint-Clément, Le Mayet-de-Montagne, Nizerolles, Châtel-Montagne, Arfeuilles, Le Breuil, Saint-Prix, Lapalisse, Servilly, Varennes-sur-Tèche, Trézelles, Chavroches, Jaligny-sur-Besbre, Thionne, Châtelperron, Vaumas, Saint-Pourçain-sur-Besbre, Dompierre-sur-Besbre, Diou (confluenza)

In termini di cantoni, la Besbre nasce nel cantone di Le Mayet-de-Montagne, attraversa i cantoni di Saint-Just-en-Chevalet, Lapalisse, Jaligny-su-Besbre e confluisce nel cantone di Dompierre-sur-Besbre.

### Toponimi
La Besbre ha dato il suo idronimo a tre comuni: Dompierre-sur-Besbre, Saint-Pourçain-sur-Besbre e Jaligny-sur-Besbre

## Affluenti
(rd=riva destra; rs=riva sinistra)
La Besbre ha quarantotto affluenti ufficiali:
- il Petit Besbre (rd) 3,3 km sul solo comune di Saint-Priest-la-Prugne con un affluente secondo Géoportail: il torrente l'Eau Noire;
- l'Étui (rd) 5,7 km sul solo comune di Saint-Priest-la-Prugne nella Loira;
- la Goutte du Ris (rd) 1,7 km sul solo comune di Saint-Priest-la-Prugne;
- la Goutte Routard (rs) 1,5 km sul solo comune di Laprugne;
- il torrente de la Bonnière (rd) 3,8 km sui due comuni di Saint-Priest-la-Prugne e Laprugne;
- il torrente de la Bonne Fontaine (rd) 2,2 km sul solo comune di Laprugne;
- il torrente de Lamiouze ou la Goutte Pourrie (rd) 4,5 km sui due comuni di La Chabanne e Laprugne;
- la Goutte Georges (rs) 2,8 km sul solo comune di Laprugne;
- la goutte Fayet (rs) 2,5 km sul solo comune di Laprugne;
- la Goutte Ribon (rs) 3,7 km sui due comuni di La Chabanne e Laprugne;
- la Goutte Lallias (rd) 2,7 km sul solo comune di La Chabanne con un solo affluente:
  - la Goutte Mouche à Bœuf (rd) 1,5 km sul solo comune di La Chabanne;
- il Sulor ou Sulore (rs) 2,9 km sui due comuni di La Chabanne e Laprugne;
- il Sapey (rd) 9,7 km sui tre comuni di La Chabanne, Laprugne e Saint-Nicolas-des-Biefs con un affluente, il torrente le Galant e un subaffluente, la Grande Goutte;
- la goutte Charbonnier (rd) 2,3 km sui due comuni di La Chabanne e Saint-Clément;
- il torrente des Arbres (rs) 3,6 km sui due comuni di La Chabanne e Saint-Clément;
- la Goutte Noire (rd) 2,9 km sul solo comune di Saint-Clément;
- la Goutte Breda (rs) 2,4 km sui due comuni di Le Mayet-de-Montagne e Saint-Clément;
- il torrente le Charlet (rs) 2,8 km sui due comuni di Le Mayet-de-Montagne e Saint-Clément;
- il torrente du Pas de l'Âne (rs) 2,2 km sui due comuni di Le Mayet-de-Montagne e Saint-Clément;
- Il Coindre  (rd) 13 km sui tre comuni di Châtel-Montagne, Saint-Clément e Saint-Nicolas-des-Biefs;
- la Goutte du Bois  (rd) 5,4 km sul solo comune di Châtel-Montagne e confluente dopo lo sbarramento EDF di Le Mayet-de-Montagne e Saint-Clément (Allier) con una base nautica[4][5];

- l'Almanza (rs) 7,2 km sui due comuni di Le Mayet-de-Montagne e Châtel-Montagne;
- ? (rs) 0,8 km sui due comuni di Le Mayet-de-Montagne e Châtel-Montagne;
- il mulino Gonge o  torrente del Bois Moutet  (rd) 6,1 km sui due comuni di Arfeuilles e Châtel-Montagne;
- il torrente dei Beys (rs) 0,7 km sui due comuni di Le Breuil e Châtel-Montagne;
- il torrente di "la Pierre qui Danse" (rs) 1 km sul solo comune di Le Breuil;
- torrente des Paillières (rs) 1,7 km sul solo comune di Le Breuil;
- ? (rs) 2 km sul solo comune di Le Breuil;
- il Barbenan (rd) 27,4 km su sette comuni e con dodici affluenti: bacino idrografico di 123 km²;
- ? (rs) 1 km sui due comuni di Le Breuil e Saint-Prix;
- due rami della Besbre su (rs) 2,1 km sui due comuni di Chavroches e Saint-Prix con un affluente:
  - il Brenasset  (rs) 9 km sui tre comuni di Saint-Christophe, Saint-Prix e Le Breuil con due affluenti:
    - il torrente des Veyles  (rs) 5,7 km sui tre comuni di Saint-Christophe, Isserpent e Le Breuil;
    -  ? (rs)1,4 km sul solo comune di Saint-Prix.
- ? (rd) 1,8 km sul solo comune di Saint-Prix;
- l'Andan  (rd) 12,8 km su tre comuni con tre affluenti;
- ? (rd) 0,8 km sul solo comune di Saint-Prix;
- la Petite Têche o Torrente di Maupas (rd) 12 km su cinque comuni con due affluenti;
- il Graveron (rs) 6,5 km sui tre comuni di Périgny, Servilly e Trézelles;
- il Japprenard (rs) 4,4 km sui tre comuni di Cindré, Servilly e Trézelles;
- la Têche (rd) 18,3 km su quattro comuni con cinque affluenti;
- il Girardin (rd) 2,7 km sui due comuni di Chavroches e Trézelles;
- il Ravotet (rd) 2,8 km sui due comuni di Chavroches e Jaligny-sur-Besbre;
- ? (rd) 1 km sul solo comune di Châtelperron;
- la Boulonne (rs) 3,2 km sui due comuni di Châtelperron e Thionne;
- il Graveron (rd) 14,6 km su quattro comuni con tre affluenti.
- il Trimbalant (rd) 6 km sui due comuni di Vaumas e Saint-Léon con un affluente:
  - il Marcellange (rs) 4,1 km sul solo comune di Saint-Léon.
- ? (rs) 2,8 km sui due comuni di Vaumas e Saint-Pourçain-sur-Besbre;
- lo Charnay (rs) 12,1 km su tre comuni con un affluente;
- il canale laterale alla Loira.

## Patrimonio - Curiosità - Turismo

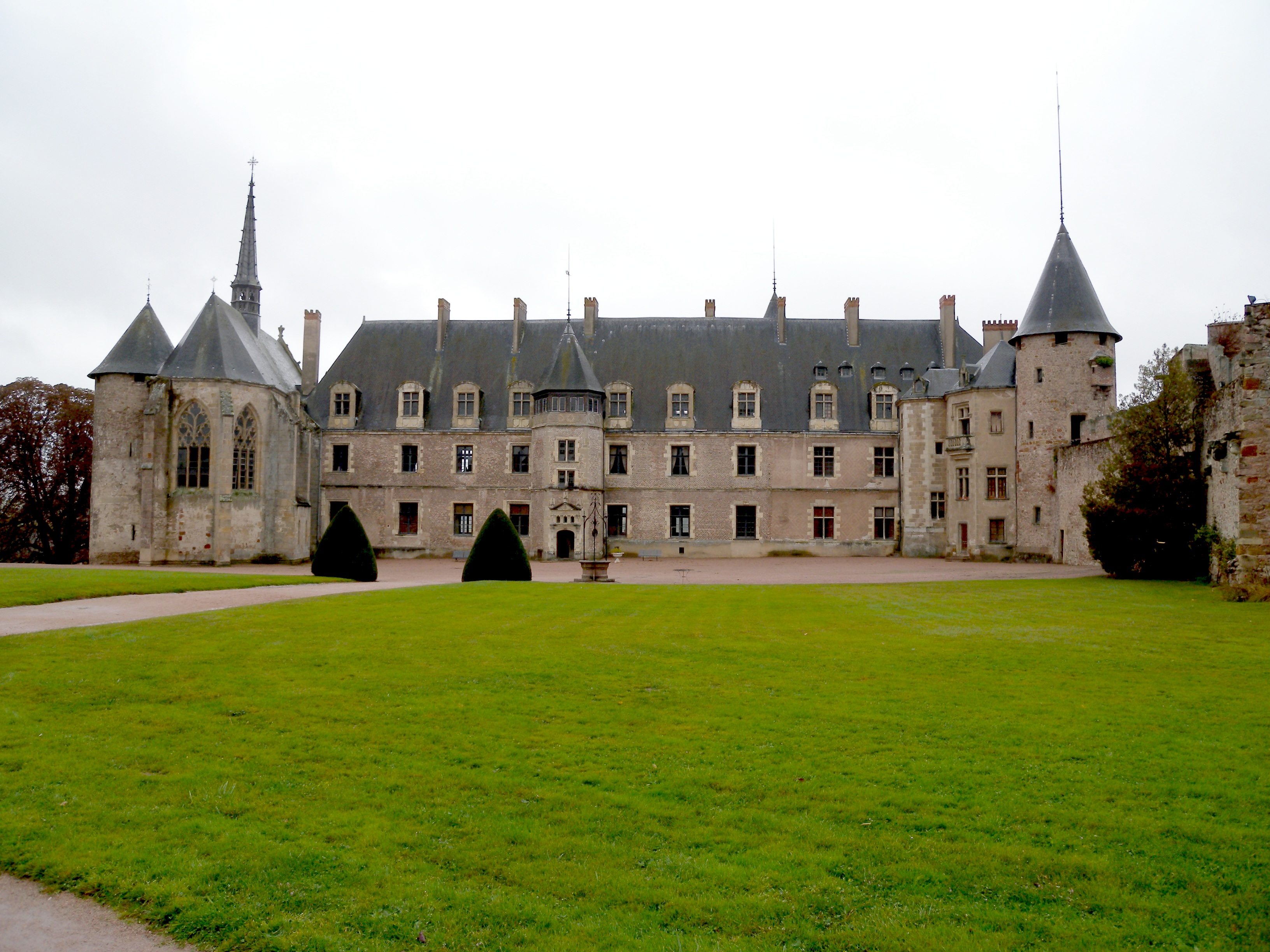
Castello di La Palice a Lapalisse

La « Maison Aquarium », a Jaligny-sur-Besbre, è uno spazio turistico, pedagogico e ludico che presenta la via acquatica e l'ambiente della Besbre.
Il patrimonio della valle e del bacino della Besbre è abbondante e vario. L'elenco che segue non è esauriente:
- Laprugne: castello della Chapelle e dei Petits-Herviers, sport invernali, punto culminante dei monti della Madeleine, ferrovia turistica.
- Châtel-Montagne: chiesa di Notre-Dame, capolavoro dell'arte romanica alverniate, datata dal XII secolo.
- Le Breuil: chiesa romanica di Notre-Dame con tombe di Alice del Breuil.
- Lapalisse: castello di La Palice (XII e XIII secolo, completato nei XV e XVI secoli in stile italiano), l'ospedale del XVII secolo è divenuto Hôtel des Postes, le case a colombaia del XV secolo. Laghi nella regione.

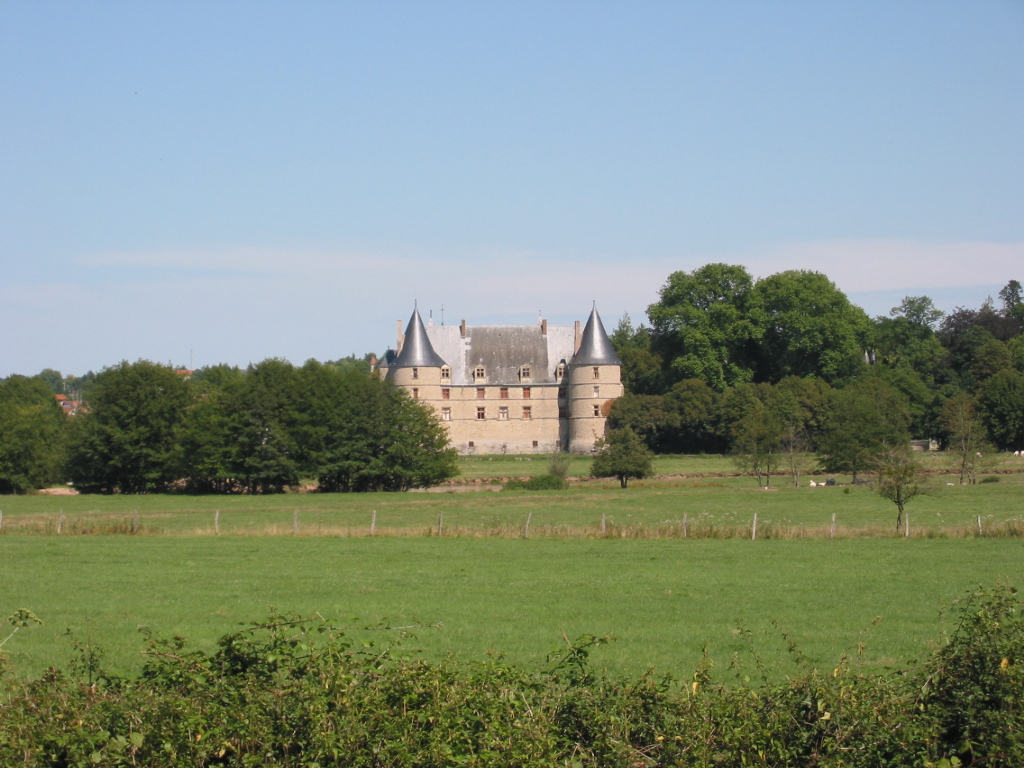
Castello di Jaligny-sur-Besbre

- Jaligny-sur-Besbre: castello del Rinascimento con porte del XIV secolo, castello del Lonzat con parco, torri e cinta del Medioevo, chiesa di Sant'Ippolito con coro dell'XI secolo e superbe statue dei secoli XV e XVI. Vi si può praticare tutta una gamma di sport: pesca, equitazione, canoa-kayak (location), VTT.
- Saint-Pourçain-sur-Besbre: castello de Beauvoir dei secoli XIV e XV con parco e giardini, castello di Thoury dei secoli XIV e XV egualmente con bastioni, torre di guardia, cortine, chiesa di Saint-Pourçain romano-gotica, museo della caccia, Palazzo de la Miniatura (mini-stazione SNCF), giardino zoologico incluso nel parco di attrazioni: parco del Pal (aperto nell'aprile 2007). Laghetti e vigne.
- Dompierre-sur-Besbre: porto fluviale sul canale laterale alla Loira, monastero trappista di Sept-Fons, castello del XVIII secolo, le sue case a graticcio. Numerosi laghi nei dintorni.

## La pesca
Lo specchio d'acqua di Saint-Clément, esteso su 30 ettari, presenta un grande interesse per i pescatori: vi si pratica in particolare la pesca alla sandra. Nel bacino dell'Alta Besbre si pratica la pesca alle trote. In questo settore, lo Sichon offre parimenti percorsi molto belli fino alle porte di Vichy.

## Miniera d'uranio
Nel comune di Saint-Priest-la-Prugne, una miniera di uranio ha permesso lo sfruttamento in superficie di 280 000 tonnellate di minerale per 1 492 tonnellate d'uranio dal 1957 al 1971, e in profondità, 260 000 tonnellate di minerale per 6 920 tonnellate d'uranio a 410 metri di profondità. Questa ha necessitato di un grande bacino di 4,5 milioni di m³ per decantare gli efflussi dell'officina chimica vicina sbarrando la valle con l'aiuto di una diga in terra. La Commissione di ricerche e di informazioni indipendenti sulla radioattività (CRIIRAD) e il Collettivo dei Bois Noirs hanno congiuntamente messo in luce una contaminazione per molte decine di chilometri del fiume Besbre.